# موسی قربانی
موسی قربانی (زادهٔ ۱۳۳۹ در قائن-روستای اکبریه) سیاستمدار ایرانی است. او نمایندهٔ دورهٔ پنجم، ششم، هفتم و هشتم مجلس شورای اسلامی از حوزهٔ انتخابیه قائنات و زیرکوه بوده‌است. 
او هم‌چنین سابقه معاونت قضایی دیوان عدالت اداری را نیز در کارنامه دارد نامبرده در سال ۱۳۶۲ به استخدام قوه قضائیه درآمد و به عنوان رئیس دادگاه کیفری یک ایرانشهر شروع به کار کرد. قربانی سابق ریاست کل دادگستری‌های سیستان و بلوچستان، کرمانشاه و مازندران را در کارنامه خود دارد. آخرین سمت وی قبل از نمایندگی مجلس معاونت وزیر دادگستری و ریاست سازمان تعزیرات حکومتی است.۴ دوره حضور قربانی در مجلس شورای اسلامی و همچنین فعالیت های سیاسیش از وی شخصیتی موثر در عرصه ملی ساخت. و با انجام کارهای عمرانی در قاینات تاثیر زیادی در پیشرفت منطقه داشت.